# Psianka
Psianka (Solanum L.) – rodzaj z rodziny psiankowatych. Obejmuje ok. 1200–1400–1700 gatunków roślin (jeden z kilkunastu najbardziej zróżnicowanych gatunkowo rodzajów wśród okrytonasiennych). Są one szeroko rozprzestrzenione – rodzaj jest kosmopolityczny, przy czym najbardziej jest zróżnicowany w Ameryce Środkowej i Południowej. Liczne gatunki zostały szeroko rozprzestrzenione jako gatunki uprawne lub zawleczone. 
Wiele gatunków psianek zawiera trujące alkaloidy (np. solaninę), ale też należy tu wiele gatunków o jadalnych owocach i bulwach. Najważniejszą rośliną użytkową z tego rodzaju jest ziemniak S. tuberosum. Duże znaczenie użytkowe mają poza tym psianka podłużna, bakłażan S. melongena, psianka lulo S. quitoense, psianka melonowa S. muricatum, psianka nibypaprykowa S. pseudocapiscum, psianka wrębolistna S. laciniatum oraz pomidor zwyczajny S. lycopersicum.

## Rozmieszczenie geograficzne
Zasięg rodzaju obejmuje wszystkie kontynenty z wyjątkiem Antarktydy i strefy okołobiegunowej (brak przedstawicieli w północnej Kanadzie, na Grenlandii, Islandii, w północnej Rosji). Większość gatunków rośnie w strefie międzyzwrotnikowej, a obszarem największego zróżnicowania jest Ameryka Środkowa i Południowa, w szczególności pasmo Andów. W Europie rodzime są trzy gatunki (w Polsce rodzimy jest jeden – psianka słodkogórz S. dulcamara).
Gatunki flory Polski
Pierwsza nazwa naukowa według listy krajowej, druga – obowiązująca według bazy taksonomicznej Plants of the World online (jeśli jest inna)
- psianka czarna Solanum nigrum L. – antropofit zadomowiony
- psianka dzióbkowata Solanum cornutum Lam. ≡ Solanum angustifolium Mill. – efemerofit
- psianka kosmata Solanum luteum Mill. ≡ Solanum villosum Mill. – antropofit zadomowiony
- psianka piekąca Solanum sodomaeum L. ≡ Solanum anguivi Lam. – efemerofit
- psianka skrzydlata Solanum alatum Moench – antropofit zadomowiony
- psianka słodkogórz Solanum dulcamara L.
- psianka stuliszolistna Solanum sisymbriifolium Lam. – efemerofit
- psianka trzykwiatowa Solanum triflorum Nutt. – efemerofit
- psianka wielkokielichowa Solanum sarrachoides Sendtn. – efemerofit
- psianka wiśniowa Solanum melanocerasum All. ≡ Solanum scabrum Mill. – efemerofit
- ziemniak, psianka ziemniak Solanum tuberosum L. – gatunek uprawiany

## Morfologia
PokrójRodzaj obejmuje rośliny najróżniejszych form życiowych – od roślin jednorocznych, poprzez byliny, pnącza osiągające do 5 m długości, po krzewy i drzewa. Łodygi nierzadko kolczaste. Pędy pokryte włoskami pojedynczymi, gwiazdkowatymi, czasem gruczołowatymi.
LiścieSkrętoległe, pojedyncze i pierzasto złożone. Czasem osadzone są na pędzie parami. Całobrzegie lub w różny sposób wcinane. Bez przylistków. Zwykle ogonkowe.
KwiatyPrzeważają kwiaty obupłciowe, rzadkie są jednopłciowe (męskie). Zwykle o symetrii promienistej i 5-krotne. Skupione w różnie wykształconych kwiatostanach (grona, wiechy, baldachy, pęczki) na szczycie pędów lub w kątach liści, naprzeciw liści, czasem pojedyncze. Działki kielicha zrośnięte u nasady, z zatokowatym wcięciem między   sobą, czasem powiększające się w czasie owocowania. Płatki zrośnięte w koronę o kształcie niemal kolistym lub gwiazdkowatym, barwy białej, niebieskiej, fioletowej lub żółtej. Pręciki osadzone są wysoko na rurce korony, z bardzo krótkimi nitkami i wydłużonymi pylnikami otaczającymi szyjkę słupka, pylniki otwierają się porami na szczycie, później często z rozszerzającymi się pęknięciami podłużnymi. Zalążnia górna, dwukrotna, czasem do 5-krotnej, z licznymi zalążkami i pojedynczą szyjką słupka zakończoną drobnym, główkowatym znamieniem.
OwoceNajczęściej soczyste jagody, zwykle barwy czerwonej, żółtej, zielonej lub czarnej, z licznymi nasionami. Nasiona kształtu soczewkowatego lub dyskowate.

## Systematyka
Rodzaj z plemienia Solaneae, podrodziny Solanoideae z rodziny psiankowatych Solanaceae. W obrębie rodzaju wyróżnia się liczne podrodzaje (Archaesolanum, Brevantherum, Cyphomandra, Leptostemonum, Lyciosolanum, Minon, Normania, Potatoe, Solanum, Thelypodium, Wendlandii/Allophyllum), a w ich obrębie szereg sekcji. Do sekcji w obrębie podrodzaju Potatoe należy m.in. pomidor Lycopersicon. 
Wykaz gatunków